# Poblat visigòtic del Puig Rom
Poblat visigòtic del Puig Rom és al municipi de Roses (Alt Empordà), declarat Bé cultural d'interès local en qualitat de Zona arqueològica i Monument Històric.
Es troba al cim del puig de les Muralles, turó situat al nord del puig Rom i a l'est del nucli urbà de Roses. Està envoltat per les construccions que conformen la urbanització del puig Rom, excepte pels vessants nord i est. Constitueix un dels pocs i millors conservats recintes d'època visigòtica de tota la península Ibèrica. La seva finalitat era defensiva i estratègica.
Segons Pere de Palol, que hi excavà els anys 1946-47, la fortalesa del Puig Rom s'erigí durant la segona meitat del segle vii, i tenia una finalitat estratègica i defensiva. Aquesta hipòtesi és recolzada pels materials que s'hi han trobat: bronzes (monedes i altre tipus d'objectes) d'època visigòtica, sivelles de cinturó de placa rígida, ceràmica d'aquesta època, etc. La moneda d'Aquila, datada vers el 711, localitzada en aquest poblat, demostra la vigència d'aquest establiment fins a l'arribada de les tropes sarraïnes. De Palol explica que, juntament amb els poblats del Bovalar, a Seròs (Segrià), i de Vilaclara, a Castellfollit del Boix (Bages), el del Puig de les Muralles correspon a una economia bàsica agrícola, que permet alguna interpretació de la seva vida quotidiana i administrativa. En els tres conjunts existeixen clares i evidents coincidències d'utillatge personal, eines agrícoles o activitats relacionades, així com una elaboració primària de l'oli, del vi i de la producció de gra.
En capbreus de Roses (1362-1553), conservats a l'Arxiu Diocesà de Girona, s'esmenta un "castell romà" localitzat al mateix lloc. Això lligaria amb el topònim "monte de los romanos" documentat en un plànol de l'any 1783 i que fa referència al puig en qüestió.
Es tracta d'un recinte fortificat, la muralla del qual ressegueix el cim del puig, conferint-li una planta irregular. La muralla, amb una secció lleugerament atalussada en alguns trams, presenta una alçada màxima d'entre tres i quatre metres, sobretot als sectors est i sud que són els més ben conservats, i un gruix d'uns dos metres. Formada per un doble mur bastit amb pedres sense desbastar de mida mitjana, de granit majoritàriament, travades en sec i disposades formant filades irregulars. Algunes filades presenten pedres inclinades i, en alguns trams, s'observa la tècnica de l'opus spicatum. El reompliment intern d'aquest doble mur està format per pedruscall, grava i terra. L'accés a l'interior del recinte es feia per la banda sud, a través d'una porta flanquejada per dues torres de planta quadrada, una de les quals, la de llevant, fou afegida amb posterioritat a la construcció de la muralla. Seguint el perímetre emmurallat en direcció est hi ha les restes d'una altra torre de planta també quadrada. L'interior del recinte està dividit en dues zones d'hàbitat, disposades a banda i banda de la porta d'accés. A l'oest es localitzen una sèrie de murs adossats a la muralla, que delimiten uns habitacles de planta més o menys quadrada. Aquests habitacles es troben delimitats al nord per un carrer o zona de pas. Els murs estan bastits amb pedres sense desbastar lligades en sec i formant filades, amb algun tram en opus spicatum. També hi són presents diverses sitges esfèriques, excavades a la roca. Al sector est també es localitzen diversos habitacles adossats a la muralla, tot i que força més arrasats per l'aflorament de la roca a un nivell superior. També presenten diverses sitges excavades al subsòl.